# Kurtziella plumbea
Kurtziella plumbea é uma espécie de gastrópode do gênero Kurtziella, pertencente a família Mangeliidae.